# Novi Pazar (Bulgária)
Novi pazar (em búlgaro:  Нови пазар) é uma cidade da Bulgária, localizada no distrito de Shumen. A sua população era de 12 673 habitantes segundo o censo de 2010.

## População
| Novi pazar | Novi pazar | Novi pazar | Novi pazar | Novi pazar | Novi pazar | Novi pazar | Novi pazar | Novi pazar | Novi pazar | Novi pazar | Novi pazar | Novi pazar | Novi pazar | Novi pazar | Novi pazar | Novi pazar | Novi pazar | Novi pazar | Novi pazar |
| --- | ---------- | ---------- | ---------- | ---------- | ---------- | ---------- | ---------- | ---------- | ---------- | ---------- | ---------- | ---------- | ---------- | ---------- | ---------- | ---------- | ---------- | ---------- | ---------- |
| Ano | 1887       | 1910       | 1934       | 1946       | 1956       | 1965       | 1975       | 1985       | 1992       | 2001       | 2002       | 2003       | 2004       | 2005       | 2006       | 2007       | 2008       | 2009       | 2010       |
| População |            |            |            | 5 477      | 9 138      | 12 467     | 15 754     | 16 320     | 14 284     | 13 494     | 13 542     | 13 461     | 13 235     | 13 124     | 13 025     | 13 016     | 12 858     | 12 741     | 12 673     |
| Fontes: Instituto Nacional de Estatísticas, „citypopulation.de“, „pop-stat.mashke.org“, Bulgarian Academy of Sciences |            |            |            |            |            |            |            |            |            |            |            |            |            |            |            |            |            |            |            |